# 曾新泮
曾新泮（1912年—2003年），男，江西兴国人，中华人民共和国军事人物，中国人民解放军少将，曾任北京军区后勤部副部长。